# Giuseppe Bergomi
Giuseppe Raffaele Bergomi (* 22. prosince 1963, Settala, Itálie) je bývalý italský fotbalový obránce.
Je považován za jednoho z nejlepších obránců své generace. Během své profesionální kariéry hrál dvacet let za Inter, jehož byl kapitánem v letech 1992 až 1999. S Nerazzurri vyhrál jeden titul v lize (1988/89), italský pohár (1981/82) a italský superpohár (1989). Také byl u tří vítězství v Poháru UEFA (1990/91, 1993/94, 1997/98).
Za národní tým hrál na čtyřech šampionátů MS (1982, 1986 1990 a 1998). Vítězství na MS 1982 z něj ve věku 18 let udělalo nejmladšího italského fotbalistu, který vyhrál tento turnaj. Byl i jednou na ME 1988, kde získal bronz.
V nejvyšší lize odehrál 519 utkání, což jej řadí na 2. místo v historické tabulce Interu a celkem za Nerazzurri odehrál 756 utkání (také 2. místo). V klubu vede v počtu utkání v italském poháru (119 utkání).
Pelé jej v roce 2004 zařadil mezi 125 nejlepších žijících fotbalistů. Od roku 2016 je členem Síně slávy italského fotbalu a od roku 2020 členem síně slávy u Interu.

## Klubová kariéra
První utkání za Nerazzurri odehrál jíž v 16 letech v italském poháru 1979/80 (0:0), což je rekord klubu. V nejvyšší lize hrál prvně od sezony následující, když stihl nastoupit do 12 utkání. S klubem postoupil do semifinále poháru PMEZ. První branku vstřelil v italském poháru 1981/82 6. září 1981 proti Milánu (2:2). Nakonec tuhle soutěž vyhrál a tak si připsal první trofej. V sezoně 1983/84 se stal nejlepším pravým obráncem v lize. Do sezony 1987/88 se s klubem dostal v lize nejvýše na 3. místo ve třech sezonách a v evropských pohárech nejdál došel do semifinále poháru UEFA (1984/85 a 1985/86). Titul získal v sezoně 1988/89 již jako kapitán mužstva. S klubem vytvořil rekord v počtu bodů. Získal 58 ze 68 možných. V listopadu 1989 získal italský superpohár. První evropskou trofej získal v sezoně 1990/91 když vyhrál pohár UEFA.
Poté klub opustil trenér Giovanni Trapattoni. Ale i tak získal s klubem úspěchy. V sezoně 1993/94 získal opět pohár UEFA. I když vyhrál tuto trofej, v lize se musel do předposledního kola zachraňovat od sestupu. Další vetší úspěch zaznamenal v sezoně 1996/97, když se dostal do finále poháru UEFA, kde prohrál na penalty s německým Schalke 04. V následující sezoně již pohár UEFA vyhrál a tak si mohl říkat trojnásobný vítěz. V lize skončil na 2. místě. V následující sezoně překročil hranici 750 utkání v dresu Nerazzurri. Sezonu uzavřel na 8. místě v lize a poté se rozhodl že ukončí svou dlouhou kariéru. Celkem odehrál 757 utkání z toho 519 v lize.

## Hráčská statistika
| Sezóna  | Klub   | Liga    | Liga   | Liga | Ligové poháry | Ligové poháry | Ligové poháry | Kontinentální poháry | Kontinentální poháry | Kontinentální poháry | Celkem | Celkem |
| Sezóna  | Klub   | Soutěž  | Zápasy | Góly | Soutěž        | Zápasy        | Góly          | Soutěž               | Zápasy               | Góly                 | Zápasy | Góly   |
| ------- | ------ | ------- | ------ | ---- | ------------- | ------------- | ------------- | -------------------- | -------------------- | -------------------- | ------ | ------ |
| 1979/80 | Inter  | Serie A | 0      | 0    | IP            | 1             | 0             | UEFA                 | 0                    | 0                    | 1      | 0      |
| 1980/81 | Inter  | Serie A | 12     | 0    | IP            | 0             | 0             | PMEZ                 | 4                    | 0                    | 17     | 0      |
| 1981/82 | Inter  | Serie A | 24     | 2    | IP            | 10            | 2             | UEFA                 | 4                    | 0                    | 38     | 4      |
| 1982/83 | Inter  | Serie A | 28     | 1    | IP            | 9             | 1             | PVP                  | 6                    | 0                    | 43     | 2      |
| 1983/84 | Inter  | Serie A | 25     | 0    | IP            | 5             | 0             | UEFA                 | 5                    | 0                    | 35     | 0      |
| 1984/85 | Inter  | Serie A | 29     | 2    | IP            | 9             | 0             | UEFA                 | 10                   | 0                    | 48     | 2      |
| 1985/86 | Inter  | Serie A | 30     | 5    | IP            | 6             | 0             | UEFA                 | 10                   | 0                    | 46     | 5      |
| 1986/87 | Inter  | Serie A | 28     | 2    | IP            | 9             | 0             | UEFA                 | 8                    | 0                    | 45     | 2      |
| 1987/88 | Inter  | Serie A | 28     | 1    | IP            | 9             | 0             | UEFA                 | 5                    | 0                    | 42     | 1      |
| 1988/89 | Inter  | Serie A | 32     | 1    | IP            | 8             | 0             | UEFA                 | 6                    | 0                    | 46     | 1      |
| 1989/90 | Inter  | Serie A | 33     | 2    | IP+IS         | 4+1           | 0             | PMEZ                 | 2                    | 0                    | 40     | 2      |
| 1990/91 | Inter  | Serie A | 30     | 3    | IP            | 4             | 1             | UEFA                 | 12                   | 0                    | 46     | 4      |
| 1991/92 | Inter  | Serie A | 29     | 0    | IP            | 6             | 0             | UEFA                 | 2                    | 0                    | 37     | 0      |
| 1992/93 | Inter  | Serie A | 31     | 2    | IP            | 6             | 0             | -                    | 0                    | 0                    | 37     | 2      |
| 1993/94 | Inter  | Serie A | 31     | 0    | IP            | 4             | 0             | UEFA                 | 12                   | 0                    | 47     | 0      |
| 1994/95 | Inter  | Serie A | 32     | 1    | IP            | 7             | 1             | UEFA                 | 2                    | 0                    | 41     | 2      |
| 1995/96 | Inter  | Serie A | 27     | 0    | IP            | 5             | 0             | UEFA                 | 1                    | 0                    | 33     | 0      |
| 1996/97 | Inter  | Serie A | 19     | 0    | IP            | 7             | 0             | UEFA                 | 10                   | 0                    | 36     | 0      |
| 1997/98 | Inter  | Serie A | 28     | 0    | IP            | 5             | 0             | UEFA                 | 9                    | 0                    | 42     | 0      |
| 1998/99 | Inter  | Serie A | 23     | 1    | IP            | 5             | 0             | LM                   | 9                    | 0                    | 37     | 1      |
| Celkem  | Celkem | Celkem  | 519    | 23   | -             | 120           | 5             | -                    | 117                  | 0                    | 756    | 28     |

## Reprezentační kariéra
Za reprezentaci odehrál 81 utkání a vstřelil 6 branek. První utkání odehrál již v 18 letech 14. dubna 1982 proti NDR (0:1). Byl povolán na MS 1982, odehrál zde tři utkání a to včetně finále, ve kterém nahradil Antognoniho. Tehdy 18letý hráč pokryl protihráče Rummeniggeho. Stal se druhým nejmladším mistrem světa. V letech 1988 až 1991 byl kapitánem. S páskou na ruce nastupoval na ME 1988 i na domácím MS 1990. Dne 5. června 1991 dostal červenou kartu v 90. minutě, jen pár sekund co vystřídal. Toto utkání bylo na dlouhou dobu posledním co odehrál za národní tým. Protože nový trenér Sacchi sázel na jiné hráče.
Po sedmi letech, ve věku 34 let jej povolal trenér Maldini pro MS 1998 za zraněného Ferraru. Odehrál tři utkání a po šampionátu ukončil reprezentační kariéru.

### Statistika na velkých turnajích
| Reprezentace | Rok     | Zápasy                         | Zápasy | Zápasy    | Zápasy           | Zápasy           | Zápasy            |
| Reprezentace | Rok     | Fáze turnaje                   | Datum  | Soupeř    | Odehraných minut | Vstřelené branky | Výsledek          |
| ------------ | ------- | ------------------------------ | ------ | --------- | ---------------- | ---------------- | ----------------- |
| Itálie       | MS 1982 | 2. zápas ve druhé skupin. fázi | 5. 7.  | Brazílie  | 56               | 0                | 3:2               |
| Itálie       | MS 1982 | Semifinále                     | 8. 7.  | Polsko    | 90               | 0                | 2:0               |
| Itálie       | MS 1982 | Finále                         | 11. 7. | NSR       | 90               | 0                | 3:1               |
| Itálie       | MS 1986 | 1. zápas ve skupině A          | 31. 5. | Bulharsko | 90               | 0                | 1:1               |
| Itálie       | MS 1986 | 2. zápas ve skupině A          | 5. 6.  | Argentina | 90               | 0                | 1:1               |
| Itálie       | MS 1986 | čtvrtfinále                    | 17. 6. | Francie   | 90               | 0                | 0:2               |
| Itálie       | ME 1988 | 1. zápas ve skupině            | 10. 6. | NSR       | 90               | 0                | 1:1               |
| Itálie       | ME 1988 | 2. zápas ve skupině            | 14. 6. | Španělsko | 90               | 0                | 1:0               |
| Itálie       | ME 1988 | 3. zápas ve skupině            | 17. 6. | Dánsko    | 90               | 0                | 2:0               |
| Itálie       | ME 1988 | Semifinále                     | 22. 6. | SSSR      | 90               | 0                | 0:2               |
| Itálie       | MS 1990 | 1. zápas ve skupině            | 9. 6.  | Rakousko  | 90               | 0                | 1:0               |
| Itálie       | MS 1990 | 2. zápas ve skupině            | 14. 6. | USA       | 90               | 0                | 1:0               |
| Itálie       | MS 1990 | 3. zápas ve skupině            | 19. 6. | ČSSR      | 90               | 0                | 2:0               |
| Itálie       | MS 1990 | Osmifinále                     | 25. 6. | Uruguay   | 90               | 0                | 2:0               |
| Itálie       | MS 1990 | Čtvrtfinále                    | 30. 6. | Irsko     | 90               | 0                | 1:0               |
| Itálie       | MS 1990 | Semifinále                     | 3. 7.  | Argentina | 120              | 0                | 1:1 (3:4) na pen. |
| Itálie       | MS 1990 | O 3. místo                     | 7. 7.  | Anglie    | 90               | 0                | 2:1               |
| Itálie       | MS 1998 | 3. zápas ve skupině            | 23. 6. | Rakousko  | 86               | 0                | 2:1               |
| Itálie       | MS 1998 | Osmifinále                     | 27. 6. | Norsko    | 90               | 0                | 1:0               |
| Itálie       | MS 1998 | Čtvrtfinále                    | 3. 7.  | Francie   | 120              | 0                | 0:0 (3:4) na pen. |

## Hráčské úspěchy

### Klubové
- 1× vítěz italské ligy (1988/89)
- 1× vítěz italského poháru (1981/82)
- 1× vítěz italského superpoháru (1989)
- 3× vítěz Poháru UEFA (1990/91, 1993/94, 1997/98)

### Reprezentační
- 4× na MS (1982 – zlato, 1986, 1990 – bronz, 1998)
- 1× na ME (1988 – bronz)
- 2× na ME 21 (1982, 1984 - bronz)

### Individuální
- All Stars team na ME 1988
- člen klubu FIFA 100 (2004)
- člen síně slávy italského fotbalu (2016)
- kandidát na Zlatý míč – nejlepší tým (7. místo v roce 2020)

### Vyznamenání
Řád zásluh o Italskou republiku (1991)
 Zlatý límec za sportovní zásluhy (2017)